# Matthew Raper
Matthew Raper (n. 1705 – d. 1778) a fost un astronom britanic, matematician și savant în diverse domenii. A publicat lucrări despre diverse subiecte, inclusiv asupra monedelor antice grecești și romane, precum și asupra valoarii și istoriei lor, în baza textelor grecești și latine. 
Raper a fost ales membru al Royal Society la 30 mai 1754 și a primit medalia Copley în 1771 pentru lucrarea „Inquiry on the Value of the Ancient Ancient Greek and Roman Money”. A tradus Dissertation on the Gipseys din originalul german al lui Heinrich Grellman și a scris diverse lucrări precum „An Enquiry into the Measure of the Roman Foot” (1760) și „Observations on the Moon's Eclipse, March 17., and the Sun's Eclipse, April 1, 1764”.
La moartea sa (în 1748), tatăl lui Matthew Raper i-a lăsat moștenire Conacul Thorley, Hertfordshire, unde Raper și-a instalat un observator pe acoperiș. 